# الميادين (السبرة)

تعديل مصدري - تعديل

الميادين محلة تابعة لقرية بيت العداش، التابعة لعزلة بلادالشعيبي العليا بمديرية السبرة إحدى مديريات محافظة إب في الجمهورية اليمنية.، بلغ تعداد سكانها 400 حسب تعداد اليمن لعام 2004.